# Saint-Joseph-de-Sorel
Saint-Joseph-de-Sorel é uma cidade localizada na província de Quebec no Canadá.